# 膳司
膳司（ぜんし/かしわでのつかさ）は日本の律令官制における役所の一つ。後宮十二司の一つであり、女官のみによって構成される。試食、および御膳、酒醴、餅、果蔬などを担当した。

## 概要
尚膳（かしわでのかみ）1名、典膳（かしわでのすけ）2名、掌膳（かしわでのまつりごとひと）の四等官制で構成されており、采女60人を擁していた。
職掌は以下の通りである。
1. 御膳を知ること。
2. 進食に際して先嘗（毒味）をすること、
3. 膳羞（ぜんしゅう、おいしい料理、ご馳走）、酒醴（しゅれい、酒と甘酒）、諸々の餅、蔬（くさびら、野菜類）、果（果物、木の実）を惣摂する（すべ治める）

これはほぼ内膳司の奉膳に準じている。ただし、内膳司には3.の酒醴、餅、蔬の記載は存在しておらず、餅は大膳職の職掌に、酒醴は造酒司の職掌にある。

## 尚膳
尚膳は唐の後宮の尚食に相当する。禄令9の給録の規定では、正四位に準ぜられており、後宮十二司の中では縫司の尚縫とともに、蔵司の長官尚蔵の「正三位に準ず」につぐ地位であった。また中務省式の馬料支給の規定では、正三位に準ずるという尚蔵、従三位に準ずるという尚侍につぐ、従四位に準ずる地位でもあった。
天平神護3年正月の従三位小長谷女王、宝亀5年7月には従三位藤原家子（『続日本紀』）、弘仁6年5月に従三位永原恵子（『日本後紀』）、貞観元年10月に従三位広井女王、同18年11月に従五位上藤原元子（『日本三代実録』）が正史に記載されており、三位以上のものが多いが、9世紀半ば以降には五位のものも現れており、地位の低下が見られる。